# Vedran Šamanović
 Vedran Šamanović (Split, 29. kolovoza 1968. − Zagreb, 23. studenoga 2009.) je bio hrvatski snimatelj, redatelj i fotograf.

## Životopisi
Rodio se je 1968. u Splitu, a u Zagrebu je studirao na Odsjeku filmskog i televizijskog snimanja Akademije dramske umjetnosti. Od 1989. radi kao snimatelj, redatelj, fotograf i direktor fotografije. Od 1991. je član, a od 1998. i predsjednik Kinokluba Zagreb. U Školi medijske kulture radio je kao stručni savjetnik, pri radionici za igrani film sudjelovao od 1999., a jedan je i od organizatora One Take Film Festivala u Zagrebu, kao i brojnih filmskih radionica. Kao fotograf sudjelovao je na mnogim samostalnim i skupnim izložbama. Uz umjetnički rad, bavio se i pedagoškom djelatnošću radeći kao predavač na Akademiji likovnih umjetnosti u Zagrebu. Kao fotograf radio je u Hini i Slobodnoj Dalmaciji. S filmovima i videodjelima sudjelovao je na brojnim festivalima u zemlji i inozemstvu, gdje je i nagrađivan.
Područje na kojemu je prinos Vedrana Šamanovića najveći jest filmska fotografija. Kao direktor fotografije Šamanović je tijekom posljednjega desetljeća sukreirao neke od najvažnijih domaćih igranofilmskih ostvarenja te ostvario zapažen rad na dokumentarnom i igranom filmu. Snimio je deset dugometražnih i sedam kratkometražnih igranih filmova te više od stotinu promidžbenih i glazbenih spotova. Posebice treba izdvojiti njegov rad na filmovima: Oprosti za kung fu (2004, red. Ognjen Sviličić), Što je Iva snimila 21. listopada 2003. (2005, red. Tomislav Radić), Tri priče o nespavanju (2008, red. Tomislav Radić), Glenn Miller 2000. (2001., red. Antonio Lauer / Tomislav Gotovac, eksperimentalni), Trešeta, Da mi je biti morski pas, Ante se vraća kući, a radio je na dokumentarnim filmovima Mladena Pavkovića Kata Šoljić, Dr Hrvoje Šošić, Dr. Marko Veselica − hrvatski Mandela.

## Nagrade i priznanja
- nagrada Vedran Šamanović, najviše godišnje filmsko priznanje filmskom umjetniku koji je te godine, u bilo kojoj grani filmske umjetnosti, u kratkom ili dugom metru, inovativnim pristupom proširio granice filmskog izraza u hrvatskom filmu[1]

## Vanjske poveznice
- Vedran Šamanović u internetskoj bazi filmova IMDb-u (engl.)